# Aidan Mitchell
Aidan Daley Mitchell (* 4. Oktober 1993 in Boston, Massachusetts) ist ein US-amerikanischer Schauspieler mit irischen Wurzeln. Bekanntheit erreichte er vor allem durch seine Rolle als Sam Malloy in der Emmy-nominierten Fernsehserie The Riches.

## Leben und Karriere
Der in der Nähe von Boston geborene Mitchell, Sohn einer US-amerikanischen Mutter und eines irischen Vaters, wuchs bis zum Alter von dreieinhalb Jahren in der Küstenstadt Hull auf und zog im Juni 1997 nach Galway, in die Geburtsstadt seines Vaters. Dort lebte er für die nächsten sieben Jahre seines Lebens und kam auch in Galway zur Schauspielerei, als er im Theaterstück Oliver Twist in der Rolle als Bill Sikes sein Debüt am Town Hall Theatre von Galway gab. Bereits im Alter von sechs Jahren nahm er Arbeit als Theaterschauspieler sehr ernst und trommelte in seiner Kindheit seine Familie und Freunde zusammen und versuchte mit ihnen zusammen vor der eigenen Kamera zuhause Filme zu drehen. Grundlage dafür waren Skripten, die er selbst in jungen Jahren geschrieben hatte. Nachdem er im Sommer 2004 mit seiner Familie wieder zurück in die Vereinigten Staaten kam und nach San Diego, Kalifornien zog, wurde im Frühling 2005 Hollywood auf den jungen Aidan Mitchell aufmerksam.
Noch am Anfang seiner Karriere wurde er von einem Dialekt-Trainer ausgebildet, da sein irischer Dialekt sehr stark ausgeprägt war. Zu seiner ersten nennenswerten Filmrolle kam Mitchell ein paar Monate später, als er im Film The TV Set den britischen Jungen Simon McCallister mimte. Eine weitere Rolle übernahm er im Film Simple Things, wo er mit der Rolle des Nate Gibbs neben erfahreneren Schauspielern, wie Cameron Bancroft, Bellamy Young, Joshua Leonard oder Amber Benson, eine wichtige Nebenrolle innehatte. Beim International Family Film Festival 2007 erhielt er für diese Rolle die Auszeichnung als „Best Supporting Child Actor“ (bester Kinderschauspieler in einer Nebenrolle). Einen großen Schritt im Film- und Fernsehgeschäft machte Mitchell schließlich im Jahre 2008, als er die Rolle des Sam Malloy in der Emmy-nominierten US-Fernsehserie The Riches angeboten bekam. In der von 2007 bis 2008 produzierten Serie hatte er eine der Hauptrollen inne und war in allen 20 ausgestrahlten Folgen zu sehen.
Für sein Auftreten in der Serie wurde er sogar für den Young Artist Award des Jahres 2008 nominiert, erhielt die Auszeichnung in der jeweiligen Kategorie jedoch nicht. Zu einem Gastauftritt kam Mitchell im Jahre 2008 in Law & Order: New York, dem ersten Ableger der US-Erfolgsserie Law & Order. Einen weiteren Kurzauftritt hatte der engagierte junge Schauspieler im Jahre 2009 im weniger erfolgreichen Suspene-Thriller In My Sleep, in dem unter anderem Philip Winchester die Hauptrolle hatte, aber auch erfahrenere Schauspieler, wie Lacey Chabert, Abigail Spencer, Beth Grant, Kelly Overton, Michael Badalucco oder Tony Hale, mitwirkten. Zu einem weiteren Gastauftritt kam Mitchell in einer Episode von The Glades im Jahre 2010. Des Weiteren hatte er im Jahre 2010 auch eine kleine Rolle im erfolgreichen Kinofilm Shutter Island.

## Familie
Aidan ist der zweite Nachkomme seiner US-amerikanisch-irischen Eltern. Er hat eine ältere Schwester sowie einen jüngeren Bruder.

## Filmografie
- 2006: The TV Set
- 2007: Simple Things
- 2007–2008: The Riches (Fernsehserie, 20 Folgen)
- 2009: Law & Order: Special Victims Unit (Fernsehserie, eine Folge)
- 2009: In My Sleep
- 2010: Shutter Island
- 2010: The Glades (Fernsehserie, eine Folge)